# Buenache de la Sierra
Buenache de la Sierra là một đô thị trong tỉnh Cuenca, cộng đồng tự trị Castile-La Mancha, Tây Ban Nha. Đô thị này có diện tích là 57,48 kilômét vuông, dân số năm 2018 là 90 người với mật độ 1,6 người/km².